# Камикитаяма
Камикитаяма (яп. 上北山村 Камикитаяма-мура) — село в Японии, находящееся в уезде Йосино префектуры Нара. Площадь села составляет 274,05 км², население — 598 человек (1 августа 2014), плотность населения — 2,18 чел./км².

## Географическое положение
Село расположено на острове Хонсю в префектуре Нара региона Кинки. С ним граничат города Годзё, Кумано, Овасе, посёлки Кихоку, Одай и сёла Симокитаяма, Тоцукава, Каваками, Тенкава.

## Население
Население села составляет 598 человек (1 августа 2014), а плотность — 2,18 чел./км². Изменение численности населения с 1980 по 2005 годы:
| 1980 | 1155 чел. |  |
| 1985 | 1123 чел. |  |
| 1990 | 1046 чел. |  |
| 1995 | 1023 чел. |  |
| 2000 | 915 чел.  |  |
| 2005 | 802 чел.  |  |

## Символика
Деревом села считается Zelkova serrata, цветком — Lilium auratum, птицей — Cuculus poliocephalus.